# Friedrich Gulda
Friedrich Gulda (Vienna, 16 maggio 1930 – Weissenbach, 27 gennaio 2000) è stato un pianista e compositore austriaco.

## Biografia

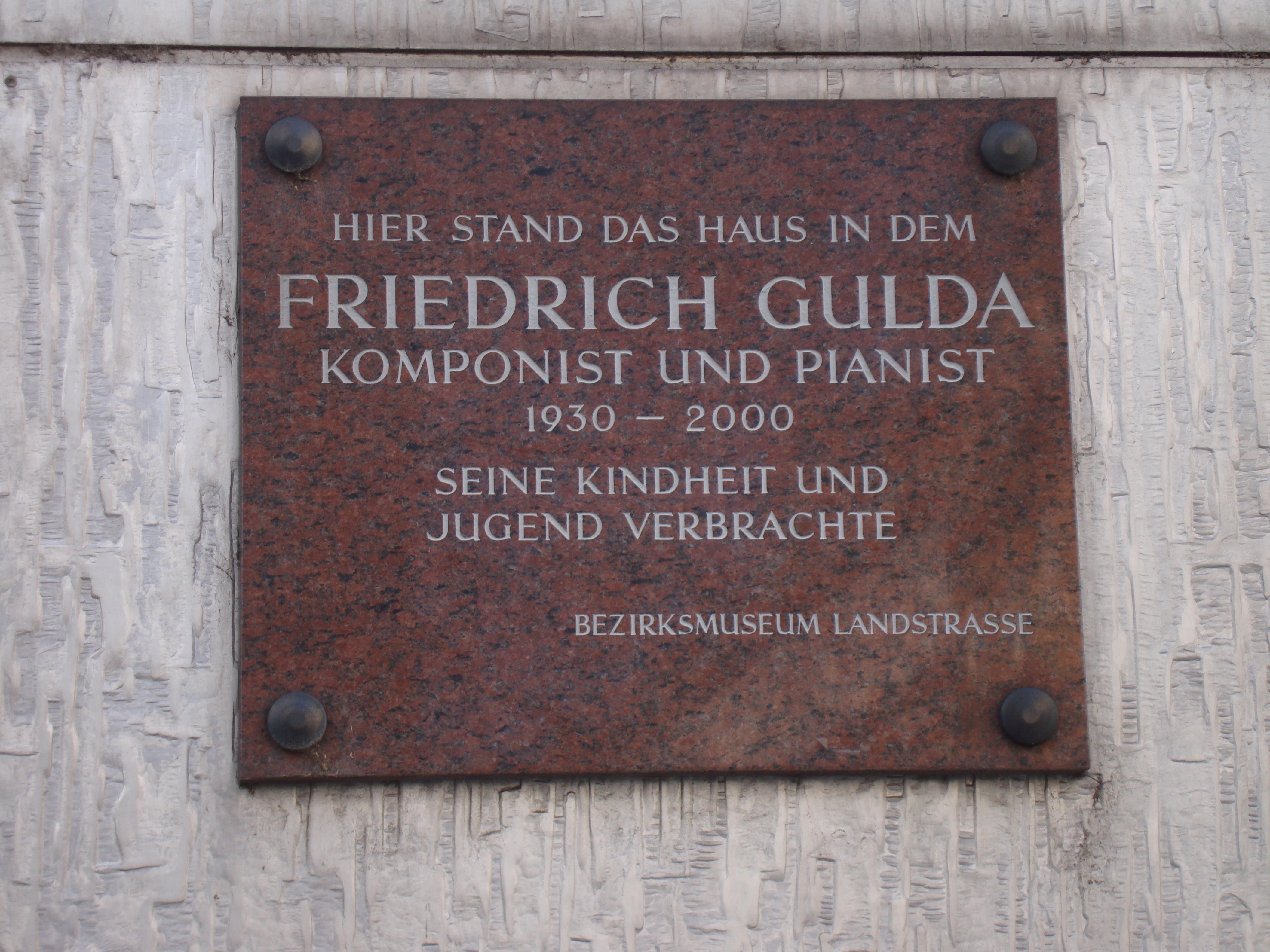

Nato a Vienna, figlio di un insegnante, Gulda iniziò lo studio del pianoforte con Felix Pazofsky all'età di sette anni; nel 1942, entrò all'Accademia di musica di Vienna, dove studiò pianoforte e teoria con Bruno Seidlhofer e Joseph Marx. Dopo aver vinto il primo premio al concorso internazionale di Ginevra, quattro anni più tardi, nel 1946, iniziò l'attività concertistica che l'avrebbe portato alla ribalta internazionale. Con Jörg Demus e Paul Badura-Skoda, Gulda formava quella che divenne nota come la "troika viennese".
Noto soprattutto come interprete del pianismo beethoveniano, fu anche acclamato interprete di Bach, Mozart, Schubert, Chopin, Debussy e Ravel; egli coltivava anche un grande interesse per il jazz, e scrisse dagli anni cinquanta in poi diverse canzoni e pezzi strumentali, a volte unendo jazz e musica classica nei suoi stessi concerti.
Fu proprio questa pratica non ortodossa che, insieme ad altre, gli procurò il soprannome di "pianista terrorista"; Gulda non andava affatto d'accordo con le autorità quali l'Accademia di Vienna, tanto da rifiutare l'anello di Beethoven che gli era stato offerto quale riconoscimento delle sue esecuzioni. Egli finse persino di essere morto alla fine degli anni novanta, consolidando così la sua fama di pianista ribelle. Nonostante questo, Gulda è unanimemente riconosciuto come uno dei più importanti pianisti del XX secolo. Tra i suoi allievi figurano Martha Argerich e il sudafricano Marc Raubenheimer.
Friedrich Gulda morì d'infarto nella sua casa di Weissenbach (Austria) il 27 gennaio 2000 all'età di sessantanove anni.
I figli Rico Gulda e Paul Gulda sono entrambi pianisti.

## Colonne sonore
- Necronomicon - Geträumte Sünden di Jesús Franco
- Paula-Paula di Jesús Franco